# Xã Summit, Quận Steele, Minnesota
Xã Summit (tiếng Anh: Summit Township) là một xã thuộc quận Steele, tiểu bang Minnesota, Hoa Kỳ. Năm 2010, dân số của xã này là 466 người.